# Georges Trillat
Georges Trillat est un comédien français né le 2 octobre 1944 à Paris.

## Théâtre
- 1993 : Une saison en enfer d'Arthur Rimbaud[1] (mise en scène et interprétation)

## Filmographie

### Cinéma

#### Acteur
- 2006 : Pirates des Caraïbes 2 de Gore Verbinski - The Skinny Man
- 2002 : La Vérité sur Charlie de Jonathan Demme : l'homme furieux du métro
- 2001 : La Tour Montparnasse infernale de Charles Nemes : Peter
- 1989 : La Révolution française de Robert Enrico : Fournier
- 1988 : Poker de Catherine Corsini
- 1987 : Iréna et les ombres de Alain Robak : Bertie
- 1987 : Flag de Jacques Santi
- 1986 : Pirates de Roman Polanski : le marin grêlé
- 1986 : Les Folles Années du twist de Mahmoud Zemmouri : le barman
- 1984 : Le Juge de Philippe Lefebvre : Tarzan
- 1981 : Le Jardinier de Jean-Pierre Sentier : l'artiste de cabaret
- 1981 : Aimée de Joël Farges : l'homme du bordel
- 1981 : Le Roi des cons de Claude Confortès
- 1980 : Deux Lions au soleil de Claude Faraldo : le mari de Mireille
- 1980 : Tout dépend des filles de Pierre Fabre
- 1979 : I… comme Icare d'Henri Verneuil : l'inspecteur au bar Manhattan

#### Réalisateur
- 1991 : Génération Oxygène

### Télévision

#### Téléfilms
- 2004 : Le Crime des renards de Serge Meynard : l'homme mystérieux
- 1998 : Chaos technique de Laurent Jaoui Zerah : Barnier
- 1998 : Les Rives du paradis de Robin Davis : Laroche
- 1997 : Deadly Summer de Ian Emes : Régis Cassamayou
- 1984 : La Digue de Jeanne Labrune : Joss
- 1983 : Dorothée danseuse de corde de Jacques Fansten
- 1982 : La Tribu des vieux enfants de Michel Favart : Roger
- 1982 : Les Invités de Roger Pigaut : Victor
- 1982 : Après tout ce qu'on a fait pour toi de Jacques Fansten
- 1982 : La Neige et la Cendre de Jacques Espagne : Guillaume
- 1981 : Nous te mari-e-rons de Jacques Fansten : Hervé
- 1980 : La Traque de Philippe Lefebvre : le frère de Ravel
- 1980 : Mathieu, Gaston, Peluche de Bernard-Roland : Pierre
- 1979 : Jean le Bleu d'Hélène Martin : l'anarchiste

#### Séries télévisées
- 2001: H saison 3 épisode 5
- 1997 : Regards d'enfance (épisode La Petite Maman) : le policier
- 1998 : Les Nouvelles Filles d'à côté ( épisode Tout arrive) : Alexandre
- 1987 : Floodtide (7 épisodes) : Lambert
- 1982 : L'Épingle noire (mini-série)